# Литл-Сэнди
Литл-Сэнди (англ. Little Sandy River) — река на северо-востоке штата Кентукки, США. Левый приток реки Огайо. Составляет 137,4 км в длину. Берёт начало на юге округа Эллинот и течёт преимущественно в северном и северо-восточном направлениях, протекая через территорию округов Эллинот, Картер и Гринап. Впадает в реку Огайо в районе города Гринап.
В округах Картер и Эллинот на реке имеется водохранилище Грейсон площадью зеркала около 6,1 км², сформированное строительством плотины в 1968 году. В округе Гринап река принимает крупный приток Ист-Форк, длина которого составляет около 78 км.